# Ukraine au Concours Eurovision de la chanson 2012
L'Ukraine a participé au Concours Eurovision de la chanson 2012 et a sélectionné sa chanson et son artiste via une finale nationale, organisée par le diffuseur ukrainien NTU.

## Finale nationale
Le 23 août 2011, NTU confirme sa participation au Concours Eurovision de la chanson 2012 qui a lieu à Bakou en Azerbaïdjan.
Le 25 novembre 2011, NTU annonce les détails de la sélection nationale. En effet, les artistes peuvent envoyer leur chanson à NTU du 25 novembre au 25 décembre 2011. Parmi les chansons envoyés, 19 sont choisis par un jury et une autre par l'émission Number 1 de Inter Channel pour participer à la finale. De plus, une 21e chanson est choisie via une sélection en ligne.
La finale ukrainienne a lieu le 18 février 2012 et voit la victoire de Gaitana avec sa chanson Be My Guest.
| Numéro | Artiste           | Chanson                | Jury | Vote du public | Total | Place |
| ------ | ----------------- | ---------------------- | ---- | -------------- | ----- | ----- |
| 1      | Olga Shanis       | Dream                  | 10   | 6              | 16    | 17    |
| 2      | Vitaliy Galay     | I want to love         | 3    | 4              | 7     | 20    |
| 3      | Max Barskih       | Dance                  | 20   | 18             | 38    | 2     |
| 4      | Olya Polyakova    | Lepestok               | 15   | 8              | 23    | 8=    |
| 5      | Eduard Romanuta   | I'll never let go      | 9    | 19             | 28    | 5     |
| 6      | Legkiy Flirt      | Megamix                | 4    | 1              | 5     | 21    |
| 7      | Igor Tatarenko    | You're my life         | 8    | 14             | 22    | 10    |
| 8      | Mihailo Gritskan  | Ya tak iskal tebya     | 1    | 16             | 17    | 16    |
| 9      | Maria & Tikhon    | I close to you         | 16   | 11             | 27    | 6=    |
| 10     | Marta             | My heart is sorrowing  | 7    | 12             | 19    | 11=   |
| 11     | Gaitana           | Be My Guest            | 21   | 20             | 41    | 1     |
| 12     | Oksana            | Mondo blu              | 18   | 17             | 35    | 3     |
| 13     | Rapira            | Get over               | 2    | 10             | 12    | 19    |
| 14     | Andrey Bogomolets | Are you waiting for me | 17   | 2              | 19    | 11=   |
| 15     | BONDarchuk        | I don't know why       | 13   | 5              | 18    | 14=   |
| 16     | Renata Shtifel    | Love in sunlight rays  | 6    | 21             | 27    | 6=    |
| 17     | Treeorange        | New day                | 5    | 13             | 18    | 14=   |
| 18     | The Incredibles   | Just a dream           | 19   | 15             | 34    | 4     |
| 19     | Ulyana Rudakova   | Ty ne odin             | 14   | 9              | 23    | 8=    |
| 20     | Marietta          | Rainbow                | 12   | 7              | 19    | 11=   |
| 21     | Lena Voloshina    | Let it out             | 11   | 3              | 14    | 18    |

## À l'Eurovision
L'Ukraine participe à la première moitié de la seconde demi-finale du 24 mai en passant en 7e position entre le Portugal et la Bulgarie et se qualifie pour la finale en prenant la 8e place de cette demi-finale avec 64 points.
Lors de la finale du 26 mai, le pays passe en 25e et avant-dernière position entre la Serbie et la Moldavie et termine à la 15e place avec 65 points.

### Points accordés à l'Ukraine
| 12 points                       | 10 points | 8 points    | 7 points                                                         | 6 points                  |
| ------------------------------- | --------- | ----------- | ---------------------------------------------------------------- | ------------------------- |
| - Biélorussie                   |           |             |                                                                  | - Géorgie - Malte - Suède |
| 5 points                        | 4 points  | 3 points    | 2 points                                                         | 1 point                   |
| - Bulgarie - Estonie - Lituanie | - Serbie  | - Macédoine | - Bosnie-Herzégovine - France - Norvège - Portugal - Royaume-Uni | - Croatie - Slovaquie     |

| 12 points | 10 points     | 8 points                                     | 7 points             | 6 points                               |
| --------- | ------------- | -------------------------------------------- | -------------------- | -------------------------------------- |
|           | - Biélorussie | - Moldavie - Russie                          | - Malte              | - Géorgie - Lettonie                   |
| 5 points  | 4 points      | 3 points                                     | 2 points             | 1 point                                |
|           |               | - Azerbaïdjan - Irlande - Italie - Macédoine | - Espagne - Lituanie | - Estonie - Grèce - Norvège - Portugal |

### Points accordés par l'Ukraine
| 12 points | Biélorussie |
| 10 points | Géorgie     |
| 8 points  | Serbie      |
| 7 points  | Suède       |
| 6 points  | Malte       |
| 5 points  | Macédoine   |
| 4 points  | Lituanie    |
| 3 points  | Estonie     |
| 2 points  | Turquie     |
| 1 point   | Croatie     |

| 12 points | Azerbaïdjan |
| 10 points | Russie      |
| 8 points  | Moldavie    |
| 7 points  | Malte       |
| 6 points  | Suède       |
| 5 points  | Grèce       |
| 4 points  | Italie      |
| 3 points  | Macédoine   |
| 2 points  | Serbie      |
| 1 point   | Estonie     |